# سفينة شباب عمان
سفينة شباب عمان؛ سفينة تابعة للقوات البحرية في سلطنة عمان ولكنها ليست للقتال وإنما للمشاركة في المناسبات الدولية، وتعد هذه القطعة الرائعة من القطع الشراعية القليلة ذات الحجم الكبير والتي لازالت تبحر وتجوب العالم، تحتل سفينة البحرية السلطانية العمانية شـباب عُـمان المرتبة الأولى بين السفن البحرية في المشاركات الخارجية، لكونها أكثر سفن البحرية مشاركة ومساهمة في الفعاليات الإقليمية والدولية.
. وفي عام 2024 سُجّل برنامج سفينة شباب عمان ضمن قائمة أفضل الممارسات لدي منظمة اليونسكو.

## سفينة شباب عمان الأولى
تم اقتناء السفينة في عام 1977م بتوجيهات من السلطان قابوس بن سعيد سلطان عمان الراحل، ودخلت الخدمة في البحرية السلطانية العمانية في الأول من أبريل 1979م ، وقد شاركت سفينة البحرية السلطانية العُمانية (شباب عُمان) في العديد من السباقات والاستعراضات البحرية العالمية، وحصدت العديد من الكؤوس والجوائز التقديرية.

## رسالتها
السفينة تحمل على متنها رسالة تاريخية تجسد ما لعمان من مكانة بحرية مرموقة وما حققـه الإنسان العماني وهو يجوب العالم كسفير خير وسلام، كما أنها بمثابة سفارة عائمة تتنقل لنشر المحبة والوئام بين شعوب العالم، وها هي السفينة اليوم تجسد كل ذلك في مختلف المحافل البحرية المحلية والدولية أينما حلت وارتحلت.

## بنائها
بنيت السفينة (شباب عُمان) في عام 1971م من قبل شركة هيرد آند ماكينـزي بمدينة بيكـي بمقاطعة بانفشاير شمال إسكتلندا، وقد استغرق بناء السفينة ما يقارب عاماً كاملاً، وقد استخــدم في بنائها خشب البلوط المكسو بخشب الأراكس الاسكتلندي، في حين صنعـــت ألواح ظهر المركب من الصنوبر الأورغوني، وكان لونها الأصلي هو اللون الأسود، ويبلـــغ طولها الإجمالي (52 متراً)، وعرضها (8.5 متراً)، وطول غاطسهـــــا (4.5 متراً)، وتضم (15) شراعاً بمساحة إجمالية تبلغ (840) متراً مربعــــــاً، وهي مقسمة إلى عدة أنواع لكل منها استخدامه>

## قصة السفينة
جاء اقتناء سفينة البحرية السلطانية العمانية (شباب عُمان) في بداية عصر النهضة المباركة التي شهدتهـــا سلطنة عمان في سبعينيات القرن الماضي لتكون بمثابة سفير متنقل يجوب بحار العالم حاملاً راية المحبة والسلام والود والتواصل بين الشعوب، وتمثيل السلطنة في مختلف المحافل والاستعراضات البحرية الدولية ترفع العلم العماني أينما تحل وترتحل، في نوفمبر من عام 1977 وصلت السفينة إلى ميناء صلالة ومنه إلى ميناء مسقط (ميناء السلطان قابوس حاليا) وعند وصولها كانت تبعيتها لوزارة شؤون الشباب (آنذاك) لتنتقل في العام 1979م للبحرية السلطانية العمانية (بحرية سلطان عمان آنذاك).

## الجوائز
أصبحت السفينة (شباب عُمان) خلال فترة وجيزة من عمرها نجم المهرجانات البحرية العالمية، فقد استقبلت العديد من الدعوات من شتى دول العالم للمشاركة في مهرجاناتها السنوية كما حظيت السفينة بزيارة عدد كبير من زعماء الدول الأخرى وكبار المسؤولين العالميين، وجمع كبير من الزوار من مختلف دول العالم، فضلاً عن فوزها بجائزة الصداقة الدولية لعشر مرات خلال مدة خدمتها، فتركت هذه السفينة بذلك بصمة مشرفة في تاريخ عُمان البحري التليد.

## السفينة شباب عمان الثانية
تم تدشين السفينة رسميا وتسميتها بـ(شباب عمان الثانية) بتاريخ 8 مايو 2014م، وجاءت سفينة البحرية السلطانية العمانية (شباب عمان II) لتحل محل سابقتها ( شباب عمان ) ذات المسيرة الحافلة بالإنجازات والتي خلدها التاريخ البحري، وتعد السفينة من أطول السفن الشراعية من فئة (كليبر) حيث يبلغ طولها (85.8) مترا ، وتحتوي على (34) شراعا.
وتواصل سفينة البحرية السلطانية العمانية (شباب عمان الثانية) الدور التاريخي الذي قامت به السفينة (شباب عمان) السابقة، والمتمثل في مد جسور التواصل والصداقة بين سلطنة عمان والدول الشقيقة والصديقة في شتى أنحاء العالم، حيث حصلت السفينة على العديد من الجوائز الدولية.

## وصلات خارجية
- الموقع الرسمي